# Panesthia necrophoroides
Panesthia necrophoroides är en kackerlacksart som beskrevs av Walker, F. 1868. Panesthia necrophoroides ingår i släktet Panesthia och familjen jättekackerlackor. Inga underarter finns listade i Catalogue of Life.